# Fornæs

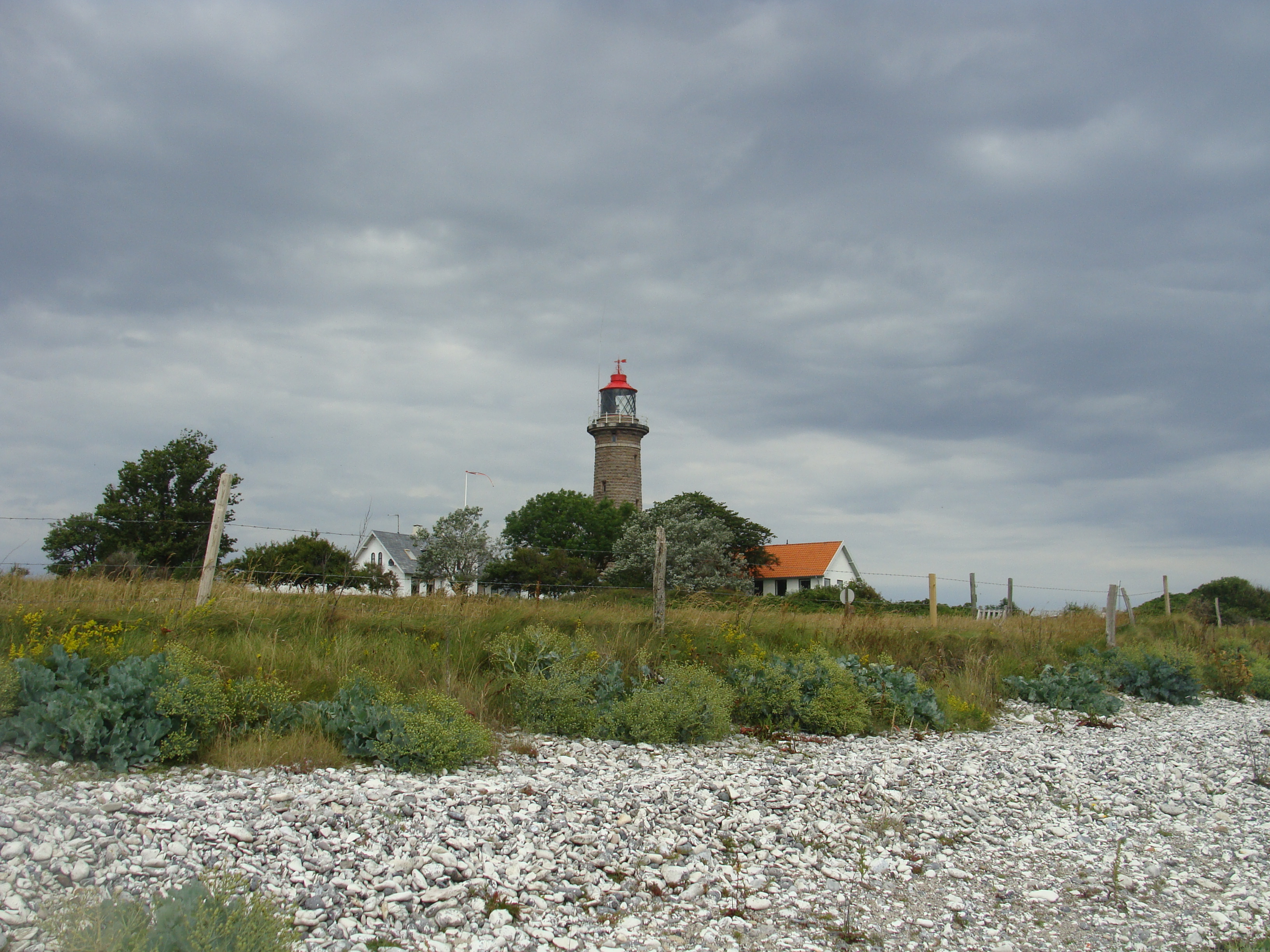
Latarnia morska Fornæs Fyr

Fornæs – najdalej wysunięty punkt Półwyspu Jutlandzkiego, położony nad cieśniną Kattegat, w odległości pięciu kilometrów od miasta Grenaa. Znajduje się tu latarnia morska wybudowana w 1892 roku, mająca 23 metry wysokości. W okolicy przylądka Fornæs rozciągają się kamieniste plaże.
Przy dobrej widoczności z latarni morskiej można dostrzec wyspę Anholt, położoną około 50 kilometrów od duńskiego wybrzeża, czasem widać również zachodnie wybrzeże Szwecji oraz północny brzeg Zelandii, największej duńskiej wyspy.

## Atrakcje turystyczne
Główną atrakcją turystyczną przylądka Fornæs jest latarnia morska Fornæs Fyr. Turyści cenią również długie, kamieniste plaże ciągnące się przez kilkanaście kilometrów z miasta Grenaa, przez przylądek Fornæs, aż po miejscowość Gjerrild. Przylądek Fornæs, ponieważ jest najdalej wysuniętym na wschód punktem Jutlandii, często odwiedzany jest przez licznych rowerzystów.